# 日本道路
日本道路株式会社（にっぽんどうろ）は、日本の建設会社である。道路舗装大手であり、2010年の売上は業界第三位。土木・不動産・建築・スポーツ施設等に多角化し、子会社でリース業も行っている。清水建設の連結子会社。東証プライム上場（親子上場）。

## 沿革
- 1929年3月 - 日本ビチュマルス鋪装工業株式会社設立
- 1932年2月 - 社名を日本道路鋪装工業株式会社に変更
- 1947年6月 - 現社名の日本道路株式会社に改称
- 1949年10月 - 建設業法施行により登録を受ける（建設大臣登録（第85号））
- 1953年4月 - 戦後初の大型道路工事として北海道の弾丸道路を施工
- 1960年10月 - 株式店頭取引（公開）
- 1961年10月 - 東京証券取引所市場第2部に上場
- 1971年8月 - 東京証券取引所市場第1部に指定替
- 1971年10月 - 大阪証券取引所市場第1部に上場
- 1975年8月 - 合材部（現製販部）発足
- 1989年4月 - タイ日本道路（株）設立
- 1989年8月 - 日本道路マレーシア（株）設立
- 1992年 - 現在のシンボルマークを導入
- 2004年7月 - 大証への上場廃止申請[3]
- 2022年3月 - 筆頭株主の清水建設が株式公開買付けにより議決権所有割合ベースで50.10%の株式を取得。同社の子会社となる[4]。

## 関係会社
- 清水建設
- エヌディーリース・システム
- エヌディック
- スポーツメディア
- 環境緑化
- レインボー・コンサルタント
- 日本道路マレーシア
- タイ日本道路